# Stadtgalerie Schweinfurt
Die Stadtgalerie Schweinfurt ist ein Einkaufszentrum in Schweinfurt, das das Hamburger Unternehmen ECE Projektmanagement errichtete. ECE betreibt und vermietet das Center im Auftrag großer Investoren als Eigentümer. Die 300 m lange Shopping-Mall befindet sich am südwestlichen Rand der Innenstadt (integriertes Center), in sehr verkehrsgünstiger Lage. Das aufwendig gestaltete Einkaufszentrum (Konsumtempel) wurde am 26. Februar 2009 eröffnet.

## Lage
Die Stadtgalerie liegt zentral innerhalb Mainfrankens, unweit des Mains, am südlichen Rand des Gründerzeitviertels. Das Einkaufszentrum liegt zwischen dem Hauptbahnhof, der sich 1 km westlich befindet und dem Haltepunkt Schweinfurt Mitte (Regionalbahn), der nur 200 m östlich des Centers liegt. Die Stadtgalerie besitzt drei Eingänge: Schrammstraße/Sattlerstraße (Ost, Zugang von der City), Schrammstraße/Cramerstraße (Mitte, Zugang vom Gründerzeitviertel) und Gunnar-Wester-Straße (Süd, Zugang vom Mainufer).

## Beschreibung
Mit rund 22.500 m² Verkaufsfläche ist die Stadtgalerie Schweinfurt das größte Einkaufszentrum Mainfrankens. Auf dem Dach befinden sich in zwei Etagen ca. 1.300 Pkw-Stellplätze. Zwei Ebenen verfügen über Flächen für 90 Geschäfte für Einzelhandel und Gastronomie. Die beiden Ebenen und die Parkbereiche sind über drei Rolltreppenanlagen und Aufzugsanlagen verbunden. Das Center ist barrierefrei.
Das Gebäude besitzt außen wie innen eine außergewöhnlich klare und übersichtliche Struktur (siehe: Architektur und Städtebau) und großzügige Anlagen für Toiletten und Garderoben (Schließfächer), die im Winter flanieren ohne Mantel und Gepäck ermöglichen.
Zu den Hauptmietern (Ankermietern) an den beiden Enden des Centers zählen das Bekleidungsunternehmen C&A (über zwei Etagen, mit zusätzlicher, interner Rolltreppenanlage) und das Elektronikunternehmen Media Markt, die Flächen zwischen 2.200 und 3.500 m² belegen. Daneben gibt es eine großflächige Thalia-Buchhandlung und viele Boutiquen, meist im Preissegment der Mittelklasse.

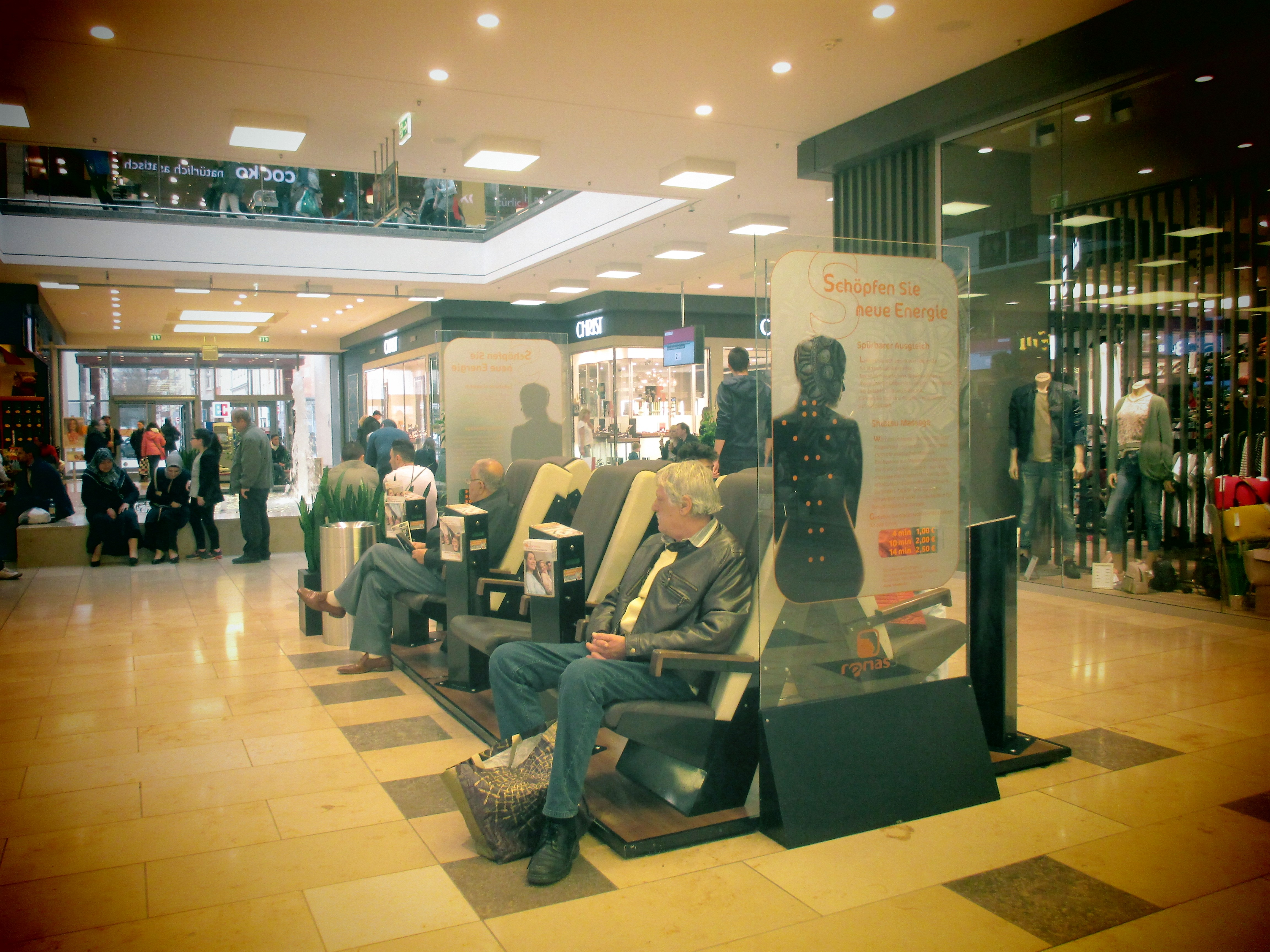
EG. Querpassage am Brunnen, mit Blick in die Cramerstraße
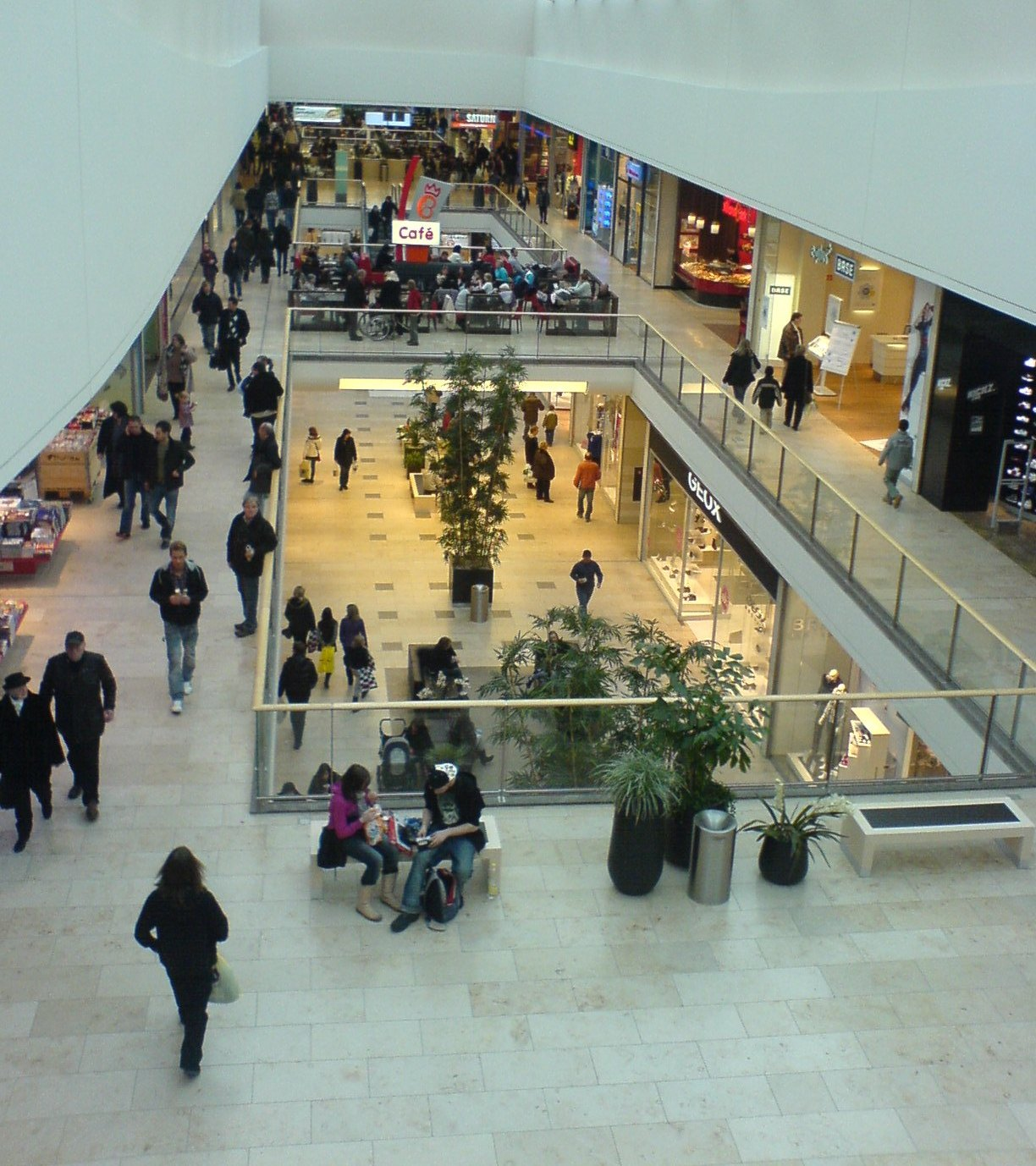
OG. Hauptpassage
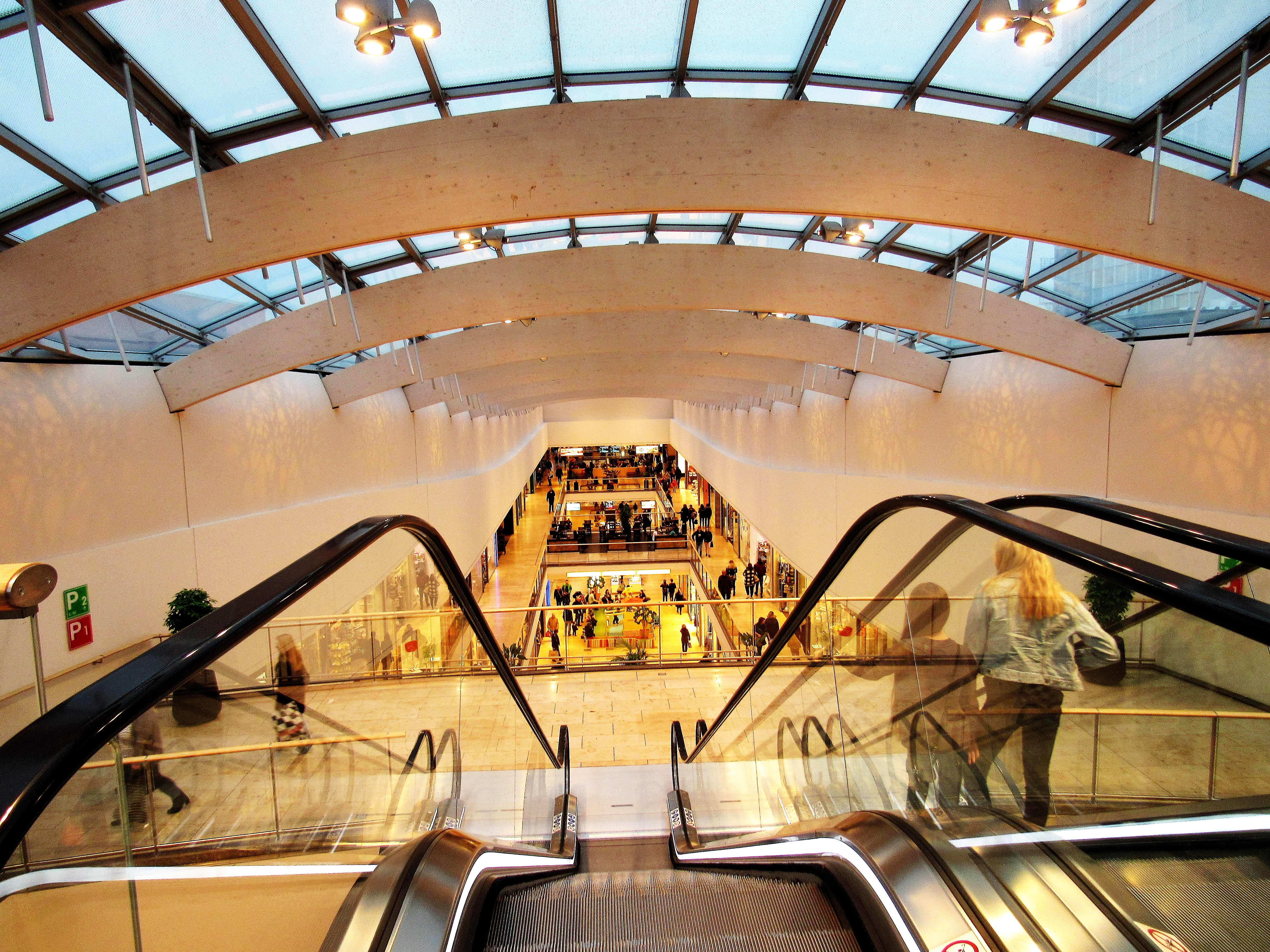
Rolltreppen von den Parkdecks auf dem Dach ins OG

## Vorgeschichte und Eröffnung
Die Stadtgalerie wurde in 21 Monaten auf einer Industriebrache des vormaligen, westlichen Teils des Werks 1 der SKF erbaut. Ursprünglich befand sich auf dem Areal des östlichen Abschnitts der Stadtgalerie, zwischen dem Eingang Schrammstraße/Sattlerstraße und dem Eingang Schrammstraße/Cramerstraße die Großfirma Fries & Höpflinger, die 1929 von SKF übernommen wurde. Auf dem westlichen Abschnitt lag einst die Schuhfabrik Heimann. Sie wurde im Zweiten Weltkrieg zerstört und auf dem Areal wurde danach das Werk 1 erweitert (siehe: Innenstadt, Schuhfabrik Heimann). Die südlichen Abschnitte der Sattler- und Cramerstraße wurden zu internen Werkstraßen.
Wegen befürchteter, negativer Auswirkungen auf den etablierten Handel in der Innenstadt war 2005 ein Bürgerentscheid zur Stadtgalerie durchgeführt worden. Eine knappe Mehrheit entschied sich für das Projekt des Hamburger ECE-Konzerns in der westlichen Innenstadt. Die Grundsteinlegung fand am 9. Mai 2007 statt. Als einen Hauptmieter kündigte ECE die Bekleidungshauskette Peek & Cloppenburg an, dieses Versprechen konnte jedoch ECE nicht einlösen. Eröffnet wurde die Stadtgalerie am 26. Februar 2009, demselben Tag wie das ebenfalls von ECE betriebene Einkaufszentrum MyZeil in Frankfurt am Main.

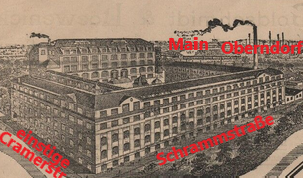
Schuhfabrik Heimann, Ecke Schrammstraße/ Cramerstraße (auf dem westlichen Areal der heutigen Stadtgalerie)
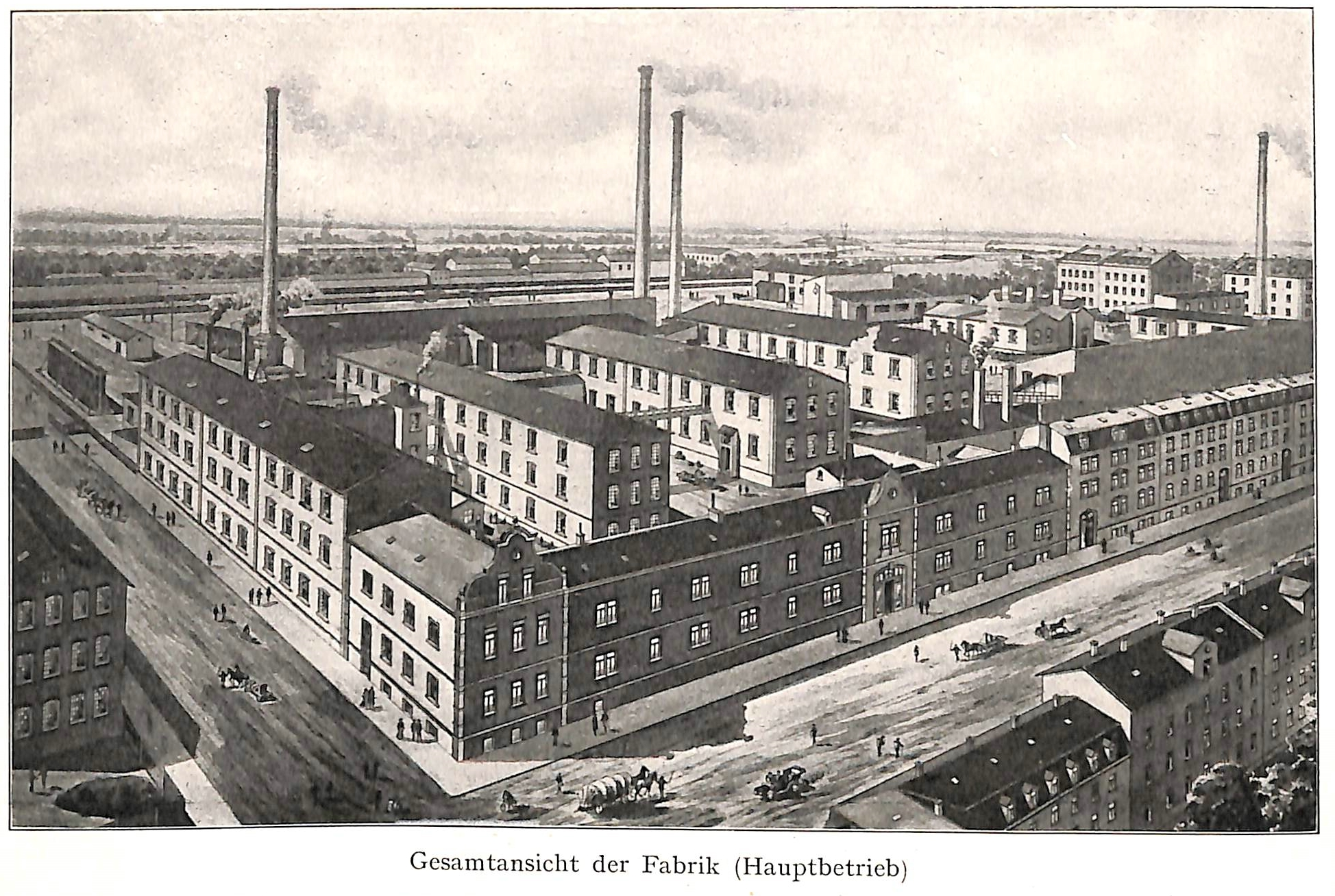
Fries & Höpflinger, Ecke Schrammstraße/ Sattlerstraße (auf dem östlichen Areal der heutigen Stadtgalerie)
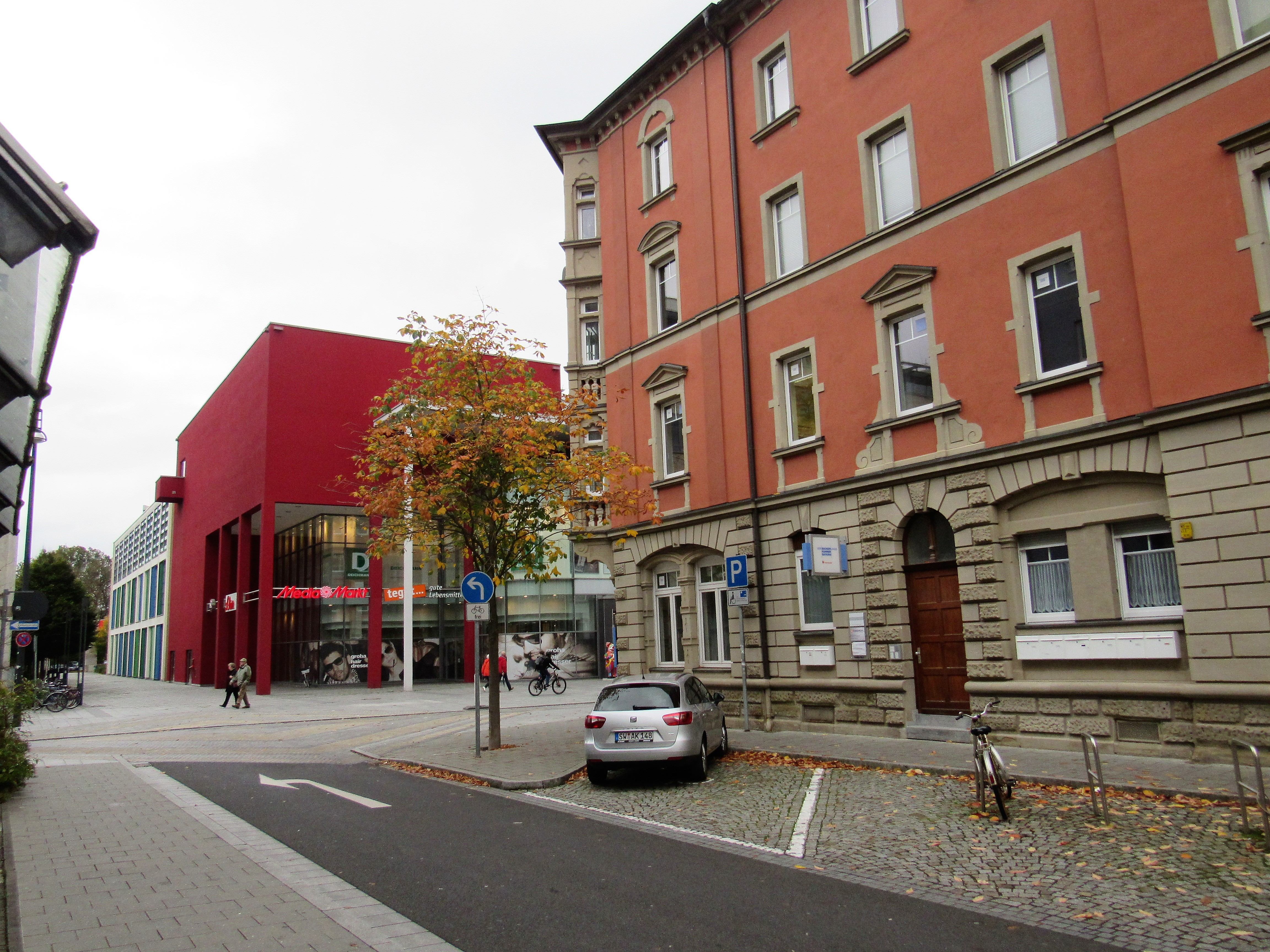
Die Stadtgalerie (dunkelrot) liegt anstelle der Straßenecke auf dem zweiten Bild von links

## Entwicklung
Zu Anfang waren alle Geschäfte belegt, mit Ausnahme weniger, kurzzeitiger Leerstände, meist bedingt durch Umbau oder Mieterwechsel. Es waren damals in der Stadtgalerie 700 Menschen beschäftigt. Es gab im Schnitt täglich ca. 16.000 Besucher, im September 2015 waren es 15.964.
Die starke Zunahme des Onlinehandels seit den 2010er Jahren zeigte auch in der Stadtgalerie Auswirkungen. Im Mai 2020 gab es 19 leerstehende Einheiten, darunter die Großfläche des ehemaligen Ankermieters tegut. Infolge Covid-19 nahmen seit 2020 die Schließungen immer mehr zu. Während einige Shopping-Center in Deutschland ganz schlossen waren hier Anfang 2025 von ursprünglich 90 Ladenflächen 40 nicht mehr vermietet.

## Kritik
Bereits am Anfang der Planungen lehnten die örtlichen innerstädtischen Einzelhändler das große Einkaufszentrum abseits des historischen Stadtkerns mit aller Entschiedenheit ab. Es wurde befürchtet, dass es zu erheblichen Umsatzverlagerungen und nachhaltigen Schäden für den lokalen Einzelhandel sowie für die gesamte Stadtstruktur kommen werde. Mit aktionistischen Maßnahmen, wie einem Umbau des Sockels des Neuen Rathauses in ein Einkaufszentrum oder der Überdachung der Keßlergasse wollte man das Projekt noch abwenden. Die Stadt unter der Ägide der damaligen Oberbürgermeisterin Gudrun Grieser entgegnete, dass die Einkaufsstadt Schweinfurt insgesamt gestärkt werde und mehr Kunden aus dem sehr großen Umland anziehen würde. Zudem werde eine große Industriebrache bebaut und in diesem Zuge die gesamte Weststadt attraktiver gestaltet.
Kritisiert wurde auch, dass ECE das innerstädtische Angebot nicht ergänzte, sondern nur doppelte. Auch gab es unzufriedene C&A-Kunden, da das vormalige Haus am Jägersbrunnen größer war, mit einem entsprechend umfangreicheren Angebot.

## Weiteres

### Architektur und Städtebau

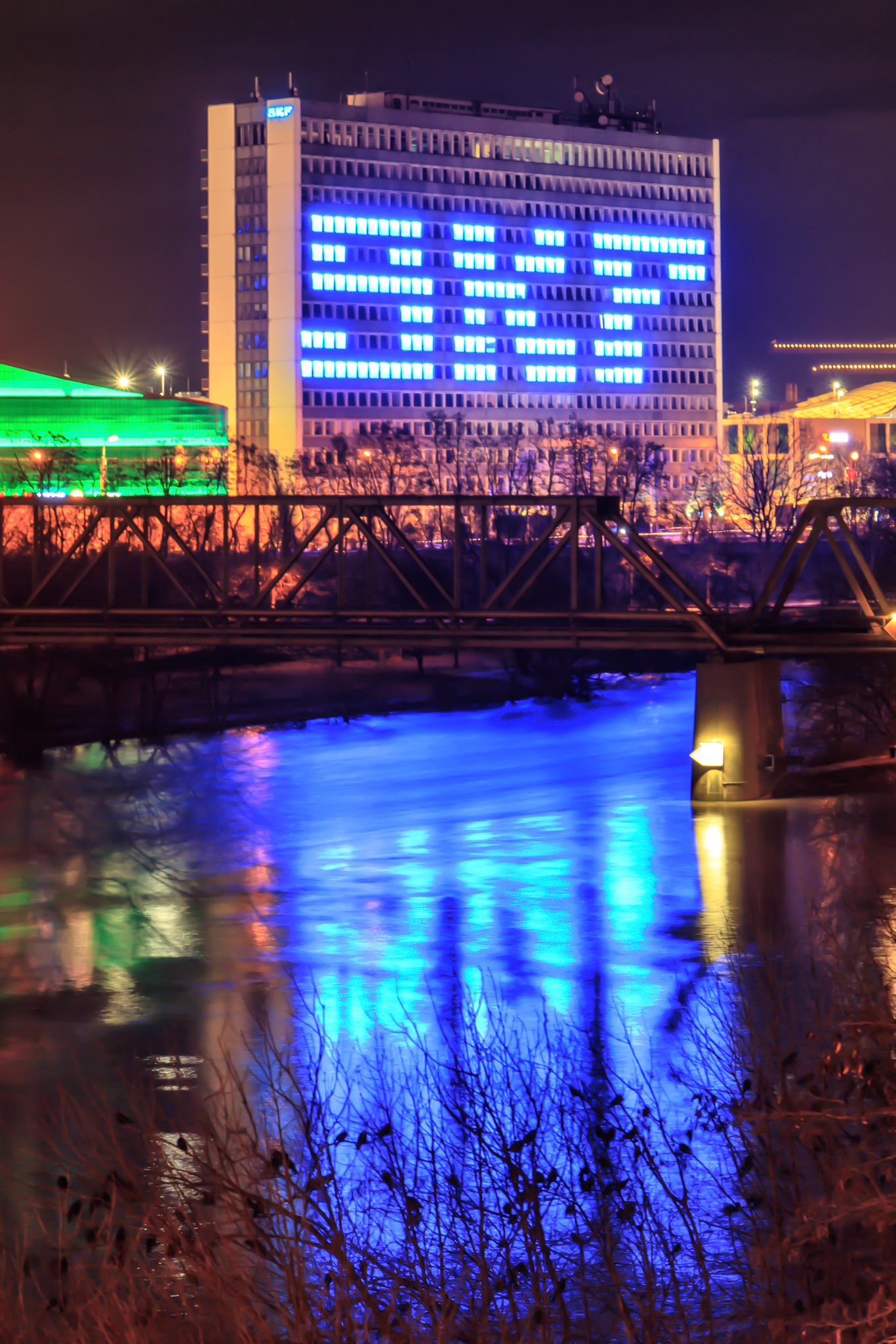
SKF Verwaltungshochhaus mit beidseitiger Stadtgalerie

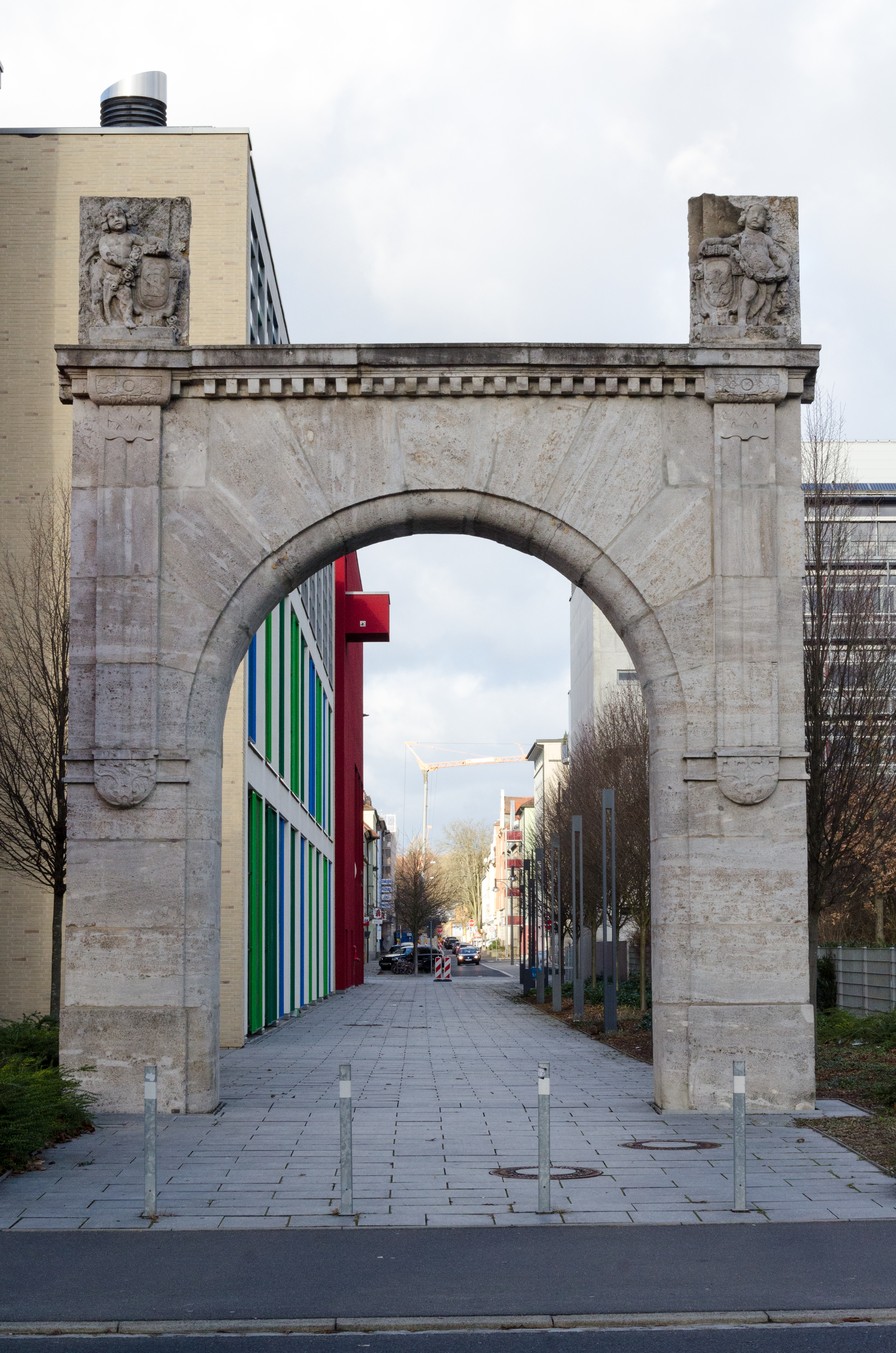
SKF-Werkstor, Jugendstil
(um 1908) an der Stadtgalerie

Das Gebäude ist 300 m lang, 100 m breit und besitzt ein 230 m langes und 2.200 m² großes dreidimensionales Glasdach zur Versorgung mit Tageslicht. In den Komplex wurde eines von insgesamt zwei restaurierten, ehemaligen Werkstoren der SKF integriert. Das Raumklima wird untere anderem durch natürliche Belüftung über das Glasdach geregelt.
Die Stadtgalerie umgibt das Hochhaus der Deutschen Hauptverwaltung der SKF an drei Seiten. Während die allermeisten innerstädtischen Einkaufszentren sich der vorhandenen Umgebung mit ihren Ecken und Winkeln anpassen müssen und keine völlig freie Gestaltung möglich ist, stand für das Schweinfurter Projekt ausreichend Platz zur Verfügung. So konnte eine Shopping-Mall im klassischen Sinne errichtet werden, aus einer langen, geraden Ladenpassage (in zwei Ebenen mit Galerie), deren Name sich vom Ballspiel Paille-Maille ableitet. Es wurde auf langen, geraden Bahnen außerhalb der Altstädte gespielt, auf denen später städtische Straßen entstanden, so wie die bekannteren Beispiele, die Palmaille in Hamburg oder die Pall Mall in London.
Im Gegensatz zu vielen anderen Städten stand die Stadtgalerie deshalb auch nicht in Kritik, den städtebaulichen, innerstädtischen Maßstab zu sprengen, da sie genauso lang, aber niedriger als die SKF-Vorgängerbauten ist.
Die Stadtgalerie wurde im Zuge des Stadtumbau-West errichtet, bei dem mehrere Straßen und Plätze im Gründerzeitviertel und darüber hinaus neu gestaltet wurden und auch das Ernst-Sachs-Bad zur Kunsthalle Schweinfurt umgebaut und 3 Monate nach der Stadtgalerie eröffnet wurde.
Ursprünglich war auch geplant, die an der Stadtgalerie zum Boulevard umgestaltete Schrammstraße nach Osten als Passage durch den Komplex der Galeria Kaufhof hindurch in Richtung Siebenbrückleinsgasse/Spitalstraße  zu verlängern. Dadurch sollte eine 1,3 km lange Ost-West-Cityachse entstehen, die die beiden Pole Stadtgalerie und Rückert-Center direkt miteinander verbunden hätte. Das Projekt wurde nicht verwirklicht aber auch nicht endgültig aufgegeben.

### Verkehrsanbindung
Die Stadtgalerie ist an die Bundesstraße 286 angebunden. Nach der Mainbrücke ist dies eine autobahnähnliche Schnellstraße, über die man in 5 Minuten die A 70 (Anschlussstelle Nr. 7 Schweinfurt-Zentrum) erreicht. Die A 71 und A 7 sind unweit von dort an die A 70 angebunden.
Im Zuge des Stadtumbau West (siehe: Städtebau) wurde auch der DB Haltepunkt Schweinfurt Mitte errichtet, wenige Gehminuten von der Stadtgalerie entfernt. Zudem befinden sich im Umfeld des Einkaufszentrums einige Haltestellen mehrerer Stadtbuslinien und der Omnibusverkehr Franken (OVF).
Zusätzlich wurde ein CityXPress, eine sogenannte Wegebahn mit zwei Waggons, die 40 Personen befördern konnte, eingerichtet. Damit wurde für einen kleinen Fahrpreis die Kernstadt mit der Stadtgalerie verbunden. Der CityXPress wurde allerdings schon im Sommer 2009 wieder abgeschafft, da die Nachfrage zu gering war.

### Basisdaten zum Schweinfurter Einzelhandel
Nach ECE-Angaben verfügt die Stadt Schweinfurt über einen maximalen Einzugsbereich des Einzelhandels von 787.000 Einwohnern, der das mittlere und östliche Mainfranken und Südthüringen umfasst. Das Gesamteinzugsgebiet der Stadtgalerie gibt ECE mit rund 760.000 Einwohnern an.
Die Verkaufsfläche Schweinfurts beträgt 237.600 m² (2016), davon entfallen 70.200 m² auf die Innenstadt. Die Verkaufsflächendichte der Stadt liegt bei hohen 4.500 m² pro 1.000 Einwohner (2016). Schweinfurt besitzt aufgrund seines großen Umlands, sehr leichter Erreichbarkeit mit dem Auto und einer der größten Fachmarktagglomerationen Deutschlands, im Hafen-Ost, eine extrem hohe Einzelhandelszentralität, mit 221,2 Punkten (2016); zum Vergleich: Würzburg 180,4 (2016), Frankfurt am Main 108,7 (2012), Berlin 106,0 (2012). Der Einzelhandelsumsatz Schweinfurts stieg ständig an, auf 646 Mio. Euro 2016 (526 Mio. Euro 2014).

## Video
- Stadtgalerie aus der Luft (1:34)